# Apocalipsul acum
Apocalipsul acum (original Apocalypse Now) este un film de război american din 1979, acțiunea având loc în timpul Războiului din Vietnam. Este regizat de Francis Ford Coppola, în rolurile principale joacă Martin Sheen, Marlon Brando, Robert Duvall, Frederic Forrest, Sam Bottoms, Laurence Fishburne, Albert Hall și Harrison Ford.

## Distribuție
- Marlon Brando - Colonel Walter Kurtz
- Robert Duvall - Lieutenant Colonel William "Bill" Kilgore
- Martin Sheen - U.S. Army Captain Benjamin Willard
- Frederic Forrest - Engineman 3rd Class Jay "Chef" Hicks
- Albert Hall - Chief Petty Officer George Phillips
- Sam Bottoms - Gunner's mate 3rd Class Lance B. Johnson
- Laurence Fishburne - Gunner's Mate 3rd Class Tyrone "Mr. Clean" Miller
- Dennis Hopper - American photojournalist
- G. D. Spradlin - Lieutenant General R. Corman
- Jerry Ziesmer - Jerry
- Harrison Ford - Colonel G. Lucas
- Scott Glenn - Captain Richard M. Colby
- Colleen Camp, Cynthia Wood și Linda Beatty - Playboy Playmates
- Bill Graham - Agent
- Francis Ford Coppola (cameo)
- Ronald Lee Ermey (nemenționat)